# John F. Kerry
John Forbes Kerry, ameriški pravnik in politik, * 11. december 1943, Aurora, Kolorado, ZDA. 
John Kerry je nekdanji senator iz Massachusettsa. 29. julija 2004 je postal kandidat Demokratske stranke za predsednika Združenih držav. Na volitvah novembra 2004 je Kerrya, ki je zbral 252 elektorskih glasov, z 286 glasovi porazil dotedanji predsednik, republikanec George W. Bush. Joe Biden ga je ob nastopu predsedniškega mandata imenoval za prvega posebnega ameriška predsedniška odposlanca za podnebje.